# Спомен појате „Партизански бивак”
Спомен појате „Партизански бивак” у Брусову код Доње Беле Реке, са споменицима Стевану Ђорђевићу Новаку и Боривоју Цолићу Јоци, представљају непокретно културно добро као споменик културе. Oдлуком Скупштине општине Бор овај споменик проглашен је непокретним културним добром 1988. године, а у централни регистар Завода за заштиту споменика културе Ниш уписан је 1991. године.

## Подизање и положај споменика
Спомен обележје Стевану Ђорђевићу и Боривоју Цолићу се налази у Преводском потоку, код Доње Беле Реке, на месту званом Брусово. Састоји се од каменог блока у облику квадра, постављеног на правоугаоном бетонском постољу. Камен је рустичних површина и неправних ивица. С лица у средини је уграђена бронзана плоча која садржи податке да су у близини погинули 10. јула 1943. године Боривоје Цолић Јоца, члан СКОЈ-а и Стеван Ђорђевић Новак, народни херој. Споменик је подигла месна организација СУБНОР-а Доње Беле Реке 7. јуна 1979. године, а аутор споменика је архитекта Радомир Радовић. 

## Подаци о спомен појати Партизански бивак у Брусову
Удаљена је око пет километара од Доње Беле Река. Спомен појата налази се двадесетак метара од јаруге Предводски поток, дугачке више километара, која се пружа у правцу исток-запад. Објекат појате је настао у току 1936. и 1937. године са намером да буде пољска привредна зграда за чување стоке, смештај пољопривредних производа и преноћиште. Објекат је дугачак око десет метара висок три метра. Састоји се из два одељења једнаке величине. Зидана је од необрађеног камена, а покривена ћерамидом. Стилски је типичан привредни објекат-појата, карактеристичан за овај крај, без других архитектонских обележја. У периоду од 1942. до 1944. године током НОР-а у овом објекту се одвијао политички рад чланова СКОЈ-а из Доње Беле Реке.